# Metal Gear Solid: Peace Walker
Metal Gear Solid: Peace Walker (メタルギアソリッド ピースウォーカー?, Metaru Gia Soriddo: Pīsu Uōkā), originariamente Metal Gear Solid 5: Peace Walker, è un videogioco d'azione stealth della Kojima Productions uscito su PlayStation Portable, con protagonista Big Boss e i suoi "Soldati senza frontiere", i Militaires Sans Frontières. La versione in alta definizione per PlayStation 3 e Xbox 360 è disponibile all'interno del bundle Metal Gear Solid: HD Collection.

## Trama

### Prologo: Un esercito senza confini
Novembre 1974. Snake e Miller si trovano in Colombia, dove hanno formato un piccolo gruppo di mercenari chiamato Militaires Sans Frontieres (abbreviato in MSF). Un professore dell'Università della Pace della Costa Rica, Ramòn Gálvez Mena, li raggiunge insieme a una sua giovane allieva, Paz Ortega Andrade. Gálvez rivela loro di essere, in realtà, un agente del KGB e spiega loro il motivo della visita: un gruppo militare finanziato dalla CIA sta occupando la Costa Rica, che non possiede un esercito per difendersi; Gálvez intende, quindi, reclutare gli MSF per scacciare l'esercito dal paese e scoprire quali siano i piani della CIA, fornendo in cambio una piattaforma marittima nel Mar dei Caraibi da usare come base operativa (chiamata Mother Base). Miller è d'accordo, vedendo nella piattaforma un'opportunità per espandere gli MSF, mentre Snake è riluttante, ma si convince quando Gálvez gli fa ascoltare una cassetta audio, sottratta all'esercito in Costa Rica, in cui si sente la voce di The Boss, che lo stesso Snake aveva ucciso, per conto della CIA, dieci anni prima.

### Capitolo 1: Un paese senza esercito
Arrivato in Costa Rica, Snake scopre che l'esercito invasore sta trasportando armi, probabilmente nucleari, su una chiatta. Per scoprire la destinazione del carico, Snake prende contatto con il comandante degli FSLN (Fronte Sandinista di Liberazione Nazionale), Amanda Valenciano Libre, e le propone di unirsi agli MSF. Dopo aver liberato Chico (il fratello di Amanda che era stato catturato dai nemici) e averlo trasferito alla base tramite il sistema Fulton, Snake raggiunge un laboratorio sul vulcano Irazú dove sono state portate le armi. Qui affronta e distrugge il Pupa, un veicolo d'attacco senza pilota, e incontra l'ingegnere Huey Emmerich, il quale spiega di essere stato chiamato dalla CIA per sviluppare armi senza pilota e dotate di intelligenza artificiale. Huey parla anche del Progetto Peace Walker: si tratta di un nuovo tipo di arma nucleare, anch'essa senza pilota e dotata di gambe per muoversi sui terreni più accidentati, che la CIA intende schierare lungo la costa caraibica come deterrente nucleare. Ma Hot Coldman, a capo della sezione CIA per l'America Centrale, vuole lanciare un attacco nucleare per dimostrare l'efficacia del Peace Walker. Huey spiega quindi a Snake che, per fermare Coldman, è necessario distruggere il sistema di intelligenza artificiale del Peace Walker, che si trova nel laboratorio della dottoressa Strangelove.

### Capitolo 2: L'eroe fantasma
Lungo la strada verso il laboratorio, Snake incontra Cécile Cosima Caminades, un'ornitologa francese; è lei che ha registrato quella cassetta in cui si sente la voce di The Boss. Snake la trasferisce alla Mother Base tramite il sistema Fulton, dopodiché raggiunge il laboratorio, dove Strangelove gli spiega di aver basato l'intelligenza artificiale del Peace Walker sulla personalità di The Boss. Snake tenta di disattivare il sistema di intelligenza artificiale, ma perde i sensi e, quando si sveglia, si trova ad affrontare il Chrysalis, altra arma senza pilota progettata da Huey.

### Capitolo 3: La rinascita di una nazione
Distrutto il Chrysalis, Snake si dirige verso la base dove verrà effettuato il collaudo finale del Peace Walker per distruggere definitivamente la sua IA. Dopo aver affrontato il Cocoon, anch'esso un veicolo senza pilota costruito da Huey, Snake si infiltra nella base, ma viene catturato e portato in prigione, dove Strangelove lo interroga torturandolo brutalmente per ottenere informazioni che le consentiranno di completare l'IA del Peace Walker. Snake riesce a fuggire dalla prigione e affronta il Peace Walker, il quale è stato completato ed è ora in grado di lanciare una testata nucleare, ma Strangelove e Coldman lo portano in una base americana oltre il confine.

### Capitolo 4: L'illusione della pace
Snake raggiunge la base, la quale, stranamente, è controllata da soldati sovietici, e sale sulla torre di controllo dove si trovano Coldman, Strangelove e Paz, che era stata rapita da Coldman. All'improvviso, appare il professor Gálvez, il cui vero nome è, in realtà, Vladimir Zadornov, e che si era alleato con Coldman fin dall'inizio. Ma Zadornov intende usare il Peace Walker per lanciare un missile nucleare su Cuba, alleata dell'Unione Sovietica, con lo scopo di alimentare in tutto il mondo un sentimento anti-americano (l'attacco, infatti, partirà dalla base in cui si trovano, che è americana) e far diffondere il comunismo in tutta l'America Latina. Così Zadornov spara a Coldman e sta per fare lo stesso con Snake, ma viene fermato dall'arrivo di Amanda e Chico al comando dei sandinisti e dagli MSF. Poco dopo, arriva Miller per portare Coldman, Zadornov e Paz alla Mother Base, mentre Snake rimane per disattivare l'IA del Peace Walker. Ma Coldman, prima di morire, riesce ad attivare il lancio della testata nucleare e trasmette a Washington dati fasulli su un attacco nucleare sovietico. Snake affronta, quindi, per la seconda volta il Peace Walker e riesce a distruggerlo; tuttavia, il suo sistema di intelligenza artificiale è protetto da una corazza indistruttibile e continua ancora a trasmettere dati fasulli. I dirigenti di Washington stanno per lanciare l'attacco di rappresaglia; Snake li contatta e tenta di convincerli che non c'è alcun attacco nucleare da parte dei sovietici, ma essi pensano che si tratti di un trucco, e allora tenta invano di distruggere definitivamente il Peace Walker, dato che i dati continuano ad arrivare. Snake è così costretto a distruggere il Pod Mammifero, che ha la personalità di The Boss, e mostrandosi ancora scosso dall'aver dovuto uccidere la sua mentore, crolla all'idea di dover rivivere quell'evento, quando all'improvviso, il Peace Walker, guidato dalla personalità di The Boss, si immerge nelle acque di un lago per interrompere la trasmissione dei dati e scongiurare così una guerra nucleare mondiale, che avrebbe portato inevitabilmente alla distruzione del mondo intero.

### Capitolo 5: Oltre le porte del Paradiso
Strangelove decide di unirsi agli MSF e, insieme a Huey, contribuisce alla costruzione del Metal Gear ZEKE. Anche Paz è rimasta alla Mother Base. Inoltre, Miller ha fatto recuperare la testata nucleare del Peace Walker per installarla sullo ZEKE e usarla come deterrente in caso di necessità. Un giorno, Zadornov riesce a fuggire dalla Mother Base, ma viene individuato e riportato indietro da Snake. La cosa però si ripete altre volte, e Snake comincia a sospettare che ci sia una talpa all'interno. Durante l'ultima fuga, Snake è costretto a uccidere Zadornov. Successivamente, qualcuno prende il controllo del Metal Gear ZEKE: è Paz, la quale, approfittando delle fughe di Zadornov, ha modificato lo ZEKE per controllarlo manualmente. Paz, il cui vero nome è Pacifica Ocean, rivela di essere al servizio di Cipher (cioè Major Zero) e offre a Snake la possibilità di sottomettersi alla sua volontà; in caso contrario, lancerà un attacco nucleare in America e gli MSF verrebbero osteggiati da tutto il mondo. Snake rifiuta e combatte, riuscendo a sconfiggere Paz, che finisce nell'oceano. Nel finale, Miller confessa a Snake di aver saputo fin dall'inizio chi fossero realmente il professore e Paz, e anche che questa fosse al servizio di Cipher. Lo scopo di Miller era quello di ottenere la Mother Base, senza la quale non avrebbe potuto formare un grande esercito; Miller è infatti convinto che, in futuro, la guerra diventerà un business, e quindi gli MSF saranno richiesti da molti clienti interessati.

## Personaggi principali
| Personaggio                                   | Doppiatore      | Doppiatore           |
| Personaggio                                   | Giapponese      | Inglese              |
| --------------------------------------------- | --------------- | -------------------- |
| Snake                                         | Akio Ōtsuka     | David Hayter         |
| Kazuhira Miller                               | Tomokazu Sugita | Robin Atkin Downes   |
| Paz Ortega Andrade                            | Nana Mizuki     | Tara Strong          |
| Amanda Valenciano Libre                       | Romi Park       | Grey DeLisle         |
| Huey Emmerich                                 | Hideyuki Tanaka | Christopher Randolph |
| Strangelove                                   | Yumi Kikuchi    | Vanessa Marshall     |
| Hot Coldman                                   | Mugihito        | H. Richard Greene    |
| Zadornov                                      | Hōchū Ōtsuka    | Steven Blum          |
| Chico                                         | Kikuko Inoue    | Antony Del Rio       |
| Cécile Cosima Caminades                       | Yū Kobayashi    | Catherine Taber      |
| The Boss                                      | Kikuko Inoue    | Lori Alan            |
| EVA                                           | Misa Watanabe   | Jodi Benson          |
| The End                                       | Osamu Saka      | Grant Albrecht       |
| Capo dello stato maggiore congiunto           | Osamu Saka      | Non accreditato      |
| Rappresentante della difesa e della sicurezza | Takeshi Aono    | Non accreditato      |

### Snake/Big Boss
Snake, dopo l'operazione Snake Eater, è considerato da tutti un eroe leggendario che ha salvato il mondo da una guerra nucleare. Per questo gli è stato conferito il titolo di Big Boss, che però lui rifiuta di accettare, perché ha dovuto uccidere il suo mentore, The Boss. A distanza di dieci anni, Snake non ha ancora accettato la morte di The Boss, e soprattutto non riesce a darsi pace per il suo tradimento, non capendo il perché di quel gesto. Alla fine, però, arriva a una conclusione: The Boss non ha tradito il suo Paese e il suo discepolo, ma al contrario è stata «fedele fino alla fine»; il suo tradimento faceva parte della sua missione, che The Boss ha accettato, pur sapendo che sarebbe stata uccisa e ricordata da tutti con disprezzo e disonore. Rincuorato di aver trovato una risposta, Snake finalmente accetta il suo nuovo titolo: «D'ora in poi, chiamatemi Big Boss».

### Kazuhira "Kaz" Miller
Braccio destro di Snake e suo grande amico fin dal loro primo incontro, avvenuto sul campo di battaglia. È lui che gestisce gli aspetti economici e logistici della Mother Base, oltre ad assistere Snake durante le missioni fornendogli consigli via codec. Miller, al contrario di Snake, crede negli MSF ed è convinto che, quando la guerra diventerà un business, essi saranno richiesti in tutto il mondo. È per questo che Miller ha accettato l'incarico del professor Gálvez e di Paz, pur sapendo chi fossero in realtà: senza la Mother Base, gli MSF non avrebbero potuto espandersi e diventare una potenza in grado di competere con il resto del mondo.

### Paz Ortega Andrade
Paz si presenta a Snake come una studentessa di sedici anni che vuole mantenere la pace in Costa Rica. Solo alla fine rivela la sua vera identità: il suo vero nome è Pacifica Ocean ed è un'agente al servizio di Cipher (cioè di Major Zero), che l'ha infiltrata nell'organizzazione di Snake per attuare il suo progetto, ossia usare il Metal Gear ZEKE come deterrente nucleare per far sottomettere tutto il mondo al controllo di una sola volontà, la sua. Snake però riesce a sconfiggere Paz, la quale finisce in mare e viene data per morta.

### Huey Emmerich
Huey è uno scienziato costretto su una sedia a rotelle. La CIA lo ha chiamato per costruire veicoli d'attacco senza pilota: Pupa, Chrysalis, Cocoon e, soprattutto, il Peace Walker, il cui sistema di intelligenza artificiale è però affidato alla dottoressa Strangelove, di cui Huey è innamorato. Unitosi agli MSF, Huey, grazie alle sue conoscenze, contribuisce allo sviluppo di nuove armi e oggetti, sempre più potenti ed efficaci, nonché alla costruzione del Metal Gear ZEKE.

### Chico
Ricardo Valenciano Libre, soprannominato Chico, è un bambino di dodici anni arruolato negli FSLN insieme a sua sorella maggiore Amanda. Dopo essere stato catturato dai nemici, Chico viene liberato da Big Boss, che lo convince a unirsi agli MSF. Giunto alla Mother Base, Chico si innamora di Paz, e forse per questo non riesce a fermarla quando la vede sabotare il Metal Gear ZEKE.

### Amanda
Amanda Valenciano Libre è la sorella maggiore di Chico. Figlia del comandante degli FSLN, dopo la sua morte ne prende il posto, ma inizialmente non viene riconosciuta come tale dagli altri guerriglieri. Big Boss si incontra con lei per ottenere informazioni sull'esercito invasore, e la convince a unirsi agli MSF. Quando Chico viene rapito, Amanda prega Big Boss di andare a liberarlo. L'arrivo di Amanda e Chico al comando dei sandinisti salva Big Boss dall'essere ucciso da Zadornov.

### Vladimir Zadornov
Vladimir Zadornov si presenta inizialmente come Ramon Galvez Mena, un professore all'Università della Pace. Insieme a una sua studentessa, Paz, Zadornov fa visita a Big Boss e Miller, ai quali rivela di essere, in realtà, un agente del KGB, per reclutare gli MSF e scoprire quali siano le intenzioni della CIA, che sta finanziando un esercito per occupare la Costa Rica. In cambio, Zadornov offre agli MSF una base operativa nel Mar dei Caraibi. Quando Big Boss raggiunge la base americana in cui si trova il Peace Walker, Zadornov rivela i suoi veri scopi: lanciare un missile nucleare su Cuba per far sorgere nel mondo un sentimento anti-americano e far diffondere così il comunismo. Zadornov uccide il suo alleato Coldman, il quale aveva altri progetti, ma viene fermato dai sandinisti e imprigionato alla Mother Base. In varie occasioni, Zadornov fugge dalla cella, ma ogni volta Big Boss riesce a ricatturarlo, finché non è costretto a ucciderlo.

### Hot Coldman
Hot Coldman è il capo della sezione CIA per l'America Centrale. Secondo Coldman, il punto debole della teoria del deterrente nucleare consiste nel fatto che non c'è la certezza di una rappresaglia in seguito a un attacco, poiché la decisione deve essere presa da esseri umani; perciò, Coldman intende usare il Peace Walker per dimostrare che una macchina dotata di intelligenza artificiale è in grado di lanciare un missile nucleare autonomamente, garantendo così la certezza della rappresaglia. Coldman viene però tradito da Zadornov, che gli spara, ma prima di morire riesce comunque ad attivare il lancio di una testata nucleare.

### Cécile
Cécile Cosima Caminades è un'ornitologa francese andata in Costa Rica per registrare il richiamo del quetzal. Mentre si aggira nella foresta, nei dintorni del laboratorio di Strangelove, viene catturata e fatta prigioniera, ma riesce a fuggire. Big Boss la incontra e le propone di unirsi agli MSF. Il nastro in cui si sente la voce di The Boss è stato registrato da Cécile.

### Strangelove
La dottoressa Strangelove è un'esperta di intelligenza artificiale. Ha costruito il sistema di IA del Peace Walker basandolo sulla personalità di The Boss, ma per completarlo ha bisogno di altre informazioni, che tenta di ottenere da Big Boss sottoponendolo a tortura. Dopo la distruzione del Peace Walker, Strangelove decide di unirsi agli MSF, e contribuisce alla creazione del sistema di IA del Metal Gear ZEKE.

## Boss
I boss che si devono affrontare in Peace Walker sono le quattro armi IA senza pilota costruite da Huey e il Metal Gear Zeke controllato da Paz.
- Pupa: veicolo anfibio dotato di armi elettriche, molteplici mitragliatrici e razzi ausiliari. Si sposta creando un cuscino d'aria sotto di esso, riducendo il suo peso.
- Chrisalis: arma volante a decollo e atterraggio verticale dotata di minigun, lanciarazzi, Railgun (cannone elettromagnetico) e cupola radar che le consente di schivare i razzi. Può anche lanciare all'attacco i Kidnapper (letteralmente, Rapitori), piccole armi volanti dotate di mitragliatrice e di un gancio per afferrare una persona.
- Cocoon: enorme carro armato corazzato dotato di mitragliatrici, comuni e gatling, lanciamissili, porcospini (adattati alla superficie), lama mobile e di un grosso cannone, capace di sparare colpi molto potenti.
- Peace Walker: arma dotata di gambe che le consentono di muoversi sui terreni più accidentati; è equipaggiata con lanciafiamme, raggio paralizzante, impulso elettromagnetico (che permette di rispedire missili al mittente), lanciarazzi e mine S. È in grado di lanciare un missile dotato di testata nucleare. In caso di fallimento in territorio nemico, l'arma può far esplodere la sua bomba H (da qui la denominazione Fail deadly). Strangelove ha programmato l'IA secondo la personalità di The Boss, facendola "rivivere" dentro un pod cilindrico. È il boss finale del quarto capitolo.
- Metal Gear ZEKE: sviluppato da Huey e dotato di intelligenza artificiale da Strangelove, il giocatore può potenziarlo applicandogli varie parti opzionali che si ottengono sconfiggendo le quattro armi precedenti.

I nomi delle prime tre armi derivano dagli stadi della trasformazione degli insetti fino alla loro forma adulta, chiamati appunto pupa, crisalide e bozzolo. Di ognuna di queste armi (eccetto lo ZEKE) esistono poi altre due versioni: la versione Type II e la versione Modificata. La differenza consiste nella maggiore potenza degli attacchi e resistenza ai danni.
Nel gioco sono presenti anche tre mostri della serie Monster Hunter della Capcom: Tigrex, Rathalos e Gear Rex. Essi sono un miscuglio tra drago e dinosauro ed attaccano in modo simile, ma ognuno di loro dispone anche di mosse speciali (Tigrex: lancia macigni; Rathalos: palla di fuoco e attacco volante; Gear Rex: spruzza veleno, lancia scaglie stordenti, attacco scorpione).

## Modalità di gioco
In Peace Walker ci sono due tipi di missioni: le Missioni principali sono quelle in cui si svolge la storia, la quale è presentata sotto forma di fumetto, a volte anche interattivo. L'obiettivo di queste missioni è infiltrarsi in territorio nemico cercando di non farsi scoprire e di non uccidere nessuno. Ogni tanto si devono affrontare le armi IA costruite da Huey, oppure squadre di soldati nemici scortati da veicoli corazzati, carri armati o elicotteri.
Le Missioni Extra sono, invece, missioni secondarie indipendenti dalla storia del gioco. Queste missioni si svolgono negli stessi luoghi delle missioni principali, a volte in differenti momenti della giornata (di notte, anziché di giorno), eccetto alcune che si svolgono sull'Isla del Monstruo, dove bisogna affrontare alcuni mostri (Rathalos, Tigrex e Gear REX) della serie Monster Hunter della Capcom. Le Missioni Extra hanno obiettivi molto diversificati tra loro, che vanno dal semplice tiro al bersaglio al recupero di documenti segreti indispensabili per sviluppare nuove armi ed oggetti, passando per lo scontro con veicoli corazzati, carri armati, elicotteri e armi IA sempre più potenti.

### Preparazione della missione
Dopo aver selezionato una missione, il giocatore deve scegliere il personaggio con cui affrontare la missione: la scelta ricade su Snake o su un soldato arruolato nell'Unità di combattimento. Ogni soldato ha determinate caratteristiche (per esempio, la velocità di ricarica o di posizionamento di un'arma) che lo rendono potenzialmente più adatto per affrontare missioni con obiettivi particolari. Si devono poi scegliere l'uniforme, le armi e gli oggetti da assegnare al personaggio. In base al tipo di uniforme si possono portare più o meno armi/oggetti, che rimangono comunque in numero limitato (a differenza dei capitoli precedenti, in cui in ogni momento si hanno a disposizione tutte le armi e gli oggetti presi). Ciascuna uniforme offre una maggiore mimetizzazione in un particolare tipo di ambiente e influisce anche sulle capacità di difesa (cioè offre più o meno protezione dai danni subiti) e di movimento del personaggio.
Bisogna poi decidere se affrontare la missione da soli (modalità Giocatore singolo) o insieme ad altri giocatori, fino a un massimo di quattro (modalità Co-Ops, cioè operazioni in cooperativa). In Peace Walker, infatti, la componente multigiocatore svolge un ruolo importante: sebbene sia possibile completare tutte le missioni da soli, tuttavia alcune di esse risultano molto impegnative, mentre diventano più facili se giocate insieme ad altri. Non è un caso che esistano armi utilizzabili solo se azionate da due o più giocatori insieme (per esempio, il Railgun richiede una persona che prenda la mira e un'altra che ricarichi la batteria che fornisce l'energia per sparare).

### In missione
Durante la missione, il giocatore ha a disposizione diversi strumenti per infiltrarsi senza essere visto e neutralizzare le guardie silenziosamente e senza ucciderle. Per prima cosa il CQC (Close Quarter Combat, una tecnica di combattimento ravvicinato corpo a corpo), che permette di afferrare, interrogare, stordire e scaraventare a terra i soldati nemici. È anche possibile effettuare mosse consecutive, che permettono di neutralizzare in poco tempo interi gruppi di nemici. Soldati e prigionieri che si incontrano durante la missione possono essere trasferiti alla Mother Base tramite il sistema di recupero Fulton. Il giocatore può nascondersi alla vista dei nemici sfruttando l'indice di mimetizzazione, che dipende non solo dalla posizione del personaggio (in piedi, accovacciato o sdraiato) e dal suo movimento, ma anche dall'arma attualmente equipaggiata: più essa è grande e vistosa, minore è l'indice di mimetizzazione. La scatola di cartone, usata per nascondersi dai nemici, adesso è molto più versatile: è grande abbastanza da contenere due persone, si può sparare dal suo interno e può essere posizionata in terra per salirci sopra e raggiungere sporgenze più elevate. Ci sono anche delle varianti, come per esempio la scatola stordente, che stordisce chiunque tenti di sollevarla. Il giocatore può richiedere munizioni e oggetti di rifornimento alla Mother Base, che li paracaduterà sul posto, oppure un attacco di supporto, che consiste nel lancio di missili sul luogo indicato.
Se si è scelto di giocare in modalità Co-Ops, i giocatori hanno a disposizione varie azioni aggiuntive, tra cui la possibilità di condividere armi e oggetti, entrare in sincronia per aumentare la velocità di movimento e il livello di mimetizzazione, eseguire un RCP su un compagno caduto, usare gridi di battaglia con effetti speciali (per esempio «Possiamo ancora farcela!» consente di recuperare la vita di tutti i giocatori). Per comunicare con gli altri sono presenti dei messaggi prestabiliti di vario genere.
Al termine di ogni missione, vengono valutate le prestazioni del giocatore assegnandogli un grado in base alle sue azioni: se il giocatore non si è fatto scoprire dai nemici e non ha ucciso nessuno, otterrà un grado elevato e il suo livello di eroismo aumenterà, altrimenti otterrà un grado basso e il livello diminuirà. Più è alto il livello di eroismo del giocatore, più è probabile che dei soldati si uniscano spontaneamente agli MSF. Completare alcune missioni con gradi elevati consente, inoltre, di ricevere ricompense bonus.

### Alla Mother Base
Dopo ogni missione, il giocatore può accedere al menù di gestione della Mother Base, una piattaforma marittima nei Caraibi usata dagli MSF come base operativa. Tutte le persone recuperate in missione tramite il sistema Fulton raggiungono la Mother Base e il giocatore deve assegnarle ad una squadra in base alle loro abilità. Le squadre presenti sono: Unità di combattimento, Squadra R&S (Ricerca e Sviluppo), Squadra Mensa, Squadra Medica e Squadra Spionaggio. Il livello di una squadra dipende dal numero di persone che la costituiscono e dalla loro abilità; tuttavia, la Mother Base può contenere un numero limitato di persone e quelle in eccesso devono essere congedate. Soldati ribelli o feriti vengono portati rispettivamente in cella e in infermeria, dove rimangono finché non si decidono ad unirsi agli MSF o non sono guariti. Anche i veicoli corazzati, i carri armati e gli elicotteri affrontati in missione possono essere recuperati e portati alla Mother Base. Armi e oggetti non si trovano durante le missioni, ma vengono sviluppati dalla Squadra R&S, a condizione che il giocatore abbia trovato i relativi progetti, abbia abbastanza GMP (Gross Military Product, la moneta del gioco) e squadre di un certo livello. Aumentando il livello delle squadre è possibile sviluppare armi e oggetti sempre più potenti e sofisticati. Si possono poi scambiare persone, munizioni e oggetti con altri giocatori.
I soldati dell'Unità di combattimento e i veicoli recuperati possono essere raggruppati in squadre e inviati in luoghi di conflitto tramite la modalità Missioni esterne, dove combatteranno contro altre squadre gestite dal computer. Il giocatore può soltanto osservare lo svolgersi della battaglia. In caso di vittoria, i soldati guadagneranno esperienza e GMP, e potrebbero anche riportare munizioni e oggetti recuperati sul campo. Alcuni soldati potrebbero subire ferite o morire, mentre i veicoli potrebbero subire danni o essere distrutti.
Infine sono presenti le Missioni VS (Versus Ops): si tratta di partite multigiocatore che si svolgono negli stessi luoghi della storia principale, ma anche in mappe diverse. L'host (colui che ospita una partita) può organizzare deathmatch tutti contro tutti o a squadre, missioni in cui si deve prendere il controllo di un certo numero di basi e altri tipi di partite.

## Colonna sonora
Il 14 aprile 2010 l'etichetta discografica della Konami ha pubblicato su CD l'album contenente la colonna sonora ufficiale del gioco: Metal Gear Solid: Peace Walker Original Soundtrack. L'album è formato dai seguenti brani:
1. Metal Gear Solid: Peace Walker Main Theme – 2:56 (musica: Akihiro Honda)
2. Donna Burke – Heavens Divide – 5:14 (testo: Nobuko Toda – musica: Akihiro Honda) – Coro: Hanna Kondo; chitarra: Takeo Kajiwara; tastiera: Akihiro Honda.
3. Rain of Bane – 1:25 (musica: Nobuko Toda)
4. Marshland – 1:41 (musica: Akihiro Honda)
5. Clients – 2:11 (musica: Kazuma Jinnouchi)
6. Heavy Arms – 2:03 (musica: Kazuma Jinnouchi)
7. The Spear – 1:36 (musica: Kazuma Jinnouchi)
8. Fearless – 1:14 (musica: Kazuma Jinnouchi)
9. Tank Corps – 2:18 (musica: Jeremy Soule)
10. Little Brother – 5:03 (musica: Norihiko Hibino e Nobuko Toda)
11. High Land – 1:38 (musica: Kazuma Jinnouchi)
12. Cold Principle – 3:23 (musica: Kazuma Jinnouchi)
13. PUPA – 1:34 (musica: Nobuko Toda)
14. Hide-out – 2:31 (musica: Kazuma Jinnouchi)
15. Air Strike – 2:33 (musica: Yoshitaka Suzuki)
16. Entry Gate – 2:26 (musica: Nobuko Toda)
17. CHRYSALIS – 2:24 (musica: Kazuma Jinnouchi)
18. COCOON – 2:12 (musica: Kazuma Jinnouchi)
19. Mother Base – 1:39 (musica: Nobuko Toda)
20. Dead Ahead – 2:09 (musica: Kazuma Jinnouchi)
21. Facility – 0:47 (musica: Kazuma Jinnouchi)
22. Take Down – 1:54 (musica: Todd Haberman)
23. Boot Sequence – 1:51 (musica: Takahiro Izutani)
24. Peace Walker – 3:00 (musica: Todd Haberman) – Flauto: Minako Takizawa.
25. Outer Heaven – 4:59 (musica: Kazuma Jinnouchi e Nobuka Toda)
26. Uninterrupted Signal – 1:58 (musica: Nobuko Toda)
27. Zero Allies! – 4:35 (musica: Kazuma Jinnouchi) – Tromba: Hideyuki Ono.
28. Nana Mizuki – Koi no Yokushiryoku – 4:56 (musica: Akihiro Honda) – Basso: Michitaro Shimamoto; batteria: Masahiro Muta; chitarra: Takeo Kajiwara; tastiera: Akihiro Honda.

Durata totale: 72:10

## Accoglienza
La rivista Play Generation diede alla versione per PlayStation Portable un punteggio di 98/100, trovandolo uno dei migliori MGS per il fatto di essere emozionante e divertente, vario e con una longevità sopra la media. La stessa testata lo classificò come il terzo migliore titolo per PSP del 2010.

## Sequel
Il gioco ha un sequel intitolato Metal Gear Solid V e suddiviso in due parti: Metal Gear Solid V: Ground Zeroes, il prologo, ambientato l'anno successivo, qualche mese dopo la fine di Peace Walker, e Metal Gear Solid V: The Phantom Pain, la storia principale, ambientato nove anni dopo la fine del prologo.